# Zakira Hekmat
Zakira Hekmat est une médecin afghane et une militante des droits de l'homme. Elle termine ses études secondaires clandestinement pendant la première période de contrôle des talibans.  Après avoir obtenu une bourse pour étudier en Turquie, elle obtient son diplôme de médecin en 2018.
Elle fonde l'Association de solidarité avec les réfugiés afghans en Turquie pour défendre les droits de tous les réfugiés et de toutes les femmes.
Le 8 mars 2023, elle reçoit le Prix international de la femme de courage.